# Dion Lopy
Dion Lopy (Dakar, 2 febbraio 2002) è un calciatore senegalese, centrocampista dell'Almería.

## Caratteristiche tecniche
È un mediano.

## Carriera

### Club
Cresciuto nel settore giovanile dell'Oslo FA Dakar, il 5 ottobre 2020 è stato acquistato dai francesi dello Stade Reims.
Il 5 agosto 2023 viene acquistato dall'Almería.

### Nazionale
Con la nazionale Under-20 senegalese ha preso parte alla Coppa delle Nazioni Africane Under-20 (di cui è stato finalista perdente) ed al campionato mondiale Under-20 2019.

## Statistiche

### Presenze e reti nei club
Statistiche aggiornate al 23 aprile 2023.
| Stagione             | Squadra              | Campionato           | Campionato | Campionato | Coppe nazionali | Coppe nazionali | Coppe nazionali | Coppe continentali | Coppe continentali | Coppe continentali | Altre coppe | Altre coppe | Altre coppe | Totale | Totale |
| Stagione             | Squadra              | Comp                 | Pres       | Reti       | Comp            | Pres            | Reti            | Comp               | Pres               | Reti               | Comp        | Pres        | Reti        | Pres   | Reti   |
| -------------------- | -------------------- | -------------------- | ---------- | ---------- | --------------- | --------------- | --------------- | ------------------ | ------------------ | ------------------ | ----------- | ----------- | ----------- | ------ | ------ |
| 2020-2021            | Stade Reims 2        | N2                   | 8          | 0          | -               | -               | -               | -                  | -                  | -                  | -           | -           | -           | 8      | 0      |
| 2021-2022            | Stade Reims 2        | N2                   | 2          | 0          | -               | -               | -               | -                  | -                  | -                  | -           | -           | -           | 2      | 0      |
| Totale Stade Reims 2 | Totale Stade Reims 2 | Totale Stade Reims 2 | 10         | 0          |                 | -               | -               |                    | -                  | -                  |             | -           | -           | 10     | 0      |
| 2020-2021            | Stade Reims          | L1                   | 4          | 0          | CF              | 0               | 0               | -                  | -                  | -                  | -           | -           | -           | 4      | 0      |
| 2021-2022            | Stade Reims          | L1                   | 26         | 0          | CF              | 1               | 0               | -                  | -                  | -                  | -           | -           | -           | 27     | 0      |
| 2022-2023            | Stade Reims          | L1                   | 25         | 0          | CF              | 2               | 0               | -                  | -                  | -                  | -           | -           | -           | 27     | 0      |
| Totale Stade Reims   | Totale Stade Reims   | Totale Stade Reims   | 55         | 0          |                 | 3               | 0               |                    | -                  | -                  |             | -           | -           | 58     | 0      |
| Totale carriera      | Totale carriera      | Totale carriera      | 65         | 0          |                 | 3               | 0               |                    | -                  | -                  |             | -           | -           | 68     | 0      |

### Cronologia presenze e reti in nazionale
| Cronologia completa delle presenze e delle reti in nazionale ― Senegal | Cronologia completa delle presenze e delle reti in nazionale ― Senegal | Cronologia completa delle presenze e delle reti in nazionale ― Senegal | Cronologia completa delle presenze e delle reti in nazionale ― Senegal | Cronologia completa delle presenze e delle reti in nazionale ― Senegal | Cronologia completa delle presenze e delle reti in nazionale ― Senegal | Cronologia completa delle presenze e delle reti in nazionale ― Senegal | Cronologia completa delle presenze e delle reti in nazionale ― Senegal |
| Data                                                                   | Città                                                                  | In casa                                                                | Risultato                                                              | Ospiti                                                                 | Competizione                                                           | Reti                                                                   | Note                                                                   |
| ---------------------------------------------------------------------- | ---------------------------------------------------------------------- | ---------------------------------------------------------------------- | ---------------------------------------------------------------------- | ---------------------------------------------------------------------- | ---------------------------------------------------------------------- | ---------------------------------------------------------------------- | ---------------------------------------------------------------------- |
| 3-8-2019                                                               | Dakar                                                                  | Senegal                                                                | 3 – 0                                                                  | Liberia                                                                | Qual. Coppa d'Africa 2019                                              | -                                                                      | 60’                                                                    |
| 28-3-2023                                                              | Maputo                                                                 | Mozambico                                                              | 0 – 1                                                                  | Senegal                                                                | Qual. Coppa d'Africa 2023                                              | -                                                                      | 64’                                                                    |
| 18-11-2023                                                             | Diamniadio                                                             | Senegal                                                                | 4 – 0                                                                  | Sudan del Sud                                                          | Qual. Mondiali 2026                                                    | -                                                                      | 64’                                                                    |
| 26-3-2024                                                              | Amiens                                                                 | Senegal                                                                | 1 – 0                                                                  | Benin                                                                  | Amichevole                                                             | -                                                                      | 64’                                                                    |
| Totale                                                                 |                                                                        | Presenze                                                               | 4                                                                      |                                                                        | Reti                                                                   | 0                                                                      |                                                                        |

| Cronologia completa delle presenze e delle reti in nazionale ― Senegal under 20 | Cronologia completa delle presenze e delle reti in nazionale ― Senegal under 20 | Cronologia completa delle presenze e delle reti in nazionale ― Senegal under 20 | Cronologia completa delle presenze e delle reti in nazionale ― Senegal under 20 | Cronologia completa delle presenze e delle reti in nazionale ― Senegal under 20 | Cronologia completa delle presenze e delle reti in nazionale ― Senegal under 20 | Cronologia completa delle presenze e delle reti in nazionale ― Senegal under 20 | Cronologia completa delle presenze e delle reti in nazionale ― Senegal under 20 |
| Data                                                                            | Città                                                                           | In casa                                                                         | Risultato                                                                       | Ospiti                                                                          | Competizione                                                                    | Reti                                                                            | Note                                                                            |
| ------------------------------------------------------------------------------- | ------------------------------------------------------------------------------- | ------------------------------------------------------------------------------- | ------------------------------------------------------------------------------- | ------------------------------------------------------------------------------- | ------------------------------------------------------------------------------- | ------------------------------------------------------------------------------- | ------------------------------------------------------------------------------- |
| 3-2-2019                                                                        | Maradi                                                                          | Senegal under 20                                                                | 2 – 0                                                                           | Mali under 20                                                                   | Coppa d'Africa Under-20 2019 - 1º turno                                         | 1                                                                               | 90+4’                                                                           |
| 6-2-2019                                                                        | Maradi                                                                          | Ghana under 20                                                                  | 0 – 2                                                                           | Senegal under 20                                                                | Coppa d'Africa Under-20 2019 - 1º turno                                         | -                                                                               |                                                                                 |
| 13-2-2019                                                                       | Niamey                                                                          | Senegal under 20                                                                | 1 – 0                                                                           | Sudafrica under 20                                                              | Coppa d'Africa Under-20 2019 - Semifinale                                       | -                                                                               |                                                                                 |
| 17-2-2019                                                                       | Niamey                                                                          | Mali under 20                                                                   | 1 – 1 dts (3 – 2 dtr)                                                           | Senegal under 20                                                                | Coppa d'Africa Under-20 2019 - Finale                                           | -                                                                               |                                                                                 |
| 15-5-2019                                                                       | Bełchatów                                                                       | Uruguay under 20                                                                | 2 – 1                                                                           | Senegal under 20                                                                | Amichevole                                                                      | -                                                                               |                                                                                 |
| 23-5-2019                                                                       | Lublino                                                                         | Tahiti under 20                                                                 | 0 – 3                                                                           | Senegal under 20                                                                | Mondiali Under-20 2019 - 1º turno                                               | -                                                                               | 82’                                                                             |
| 26-5-2019                                                                       | Lublino                                                                         | Senegal under 20                                                                | 2 – 0                                                                           | Colombia under 20                                                               | Mondiali Under-20 2019 - 1º turno                                               | 1                                                                               |                                                                                 |
| 29-5-2019                                                                       | Łódź                                                                            | Senegal under 20                                                                | 0 – 0                                                                           | Polonia under 20                                                                | Mondiali Under-20 2019 - 1º turno                                               | -                                                                               | 45+2’                                                                           |
| 3-6-2019                                                                        | Łódź                                                                            | Senegal under 20                                                                | 2 – 1                                                                           | Nigeria under 20                                                                | Mondiali Under-20 2019 - Ottavi di finale                                       | -                                                                               | 44’                                                                             |
| Totale                                                                          |                                                                                 | Presenze                                                                        | 9                                                                               |                                                                                 | Reti                                                                            | 2                                                                               |                                                                                 |